# Военно-морской политехнический институт

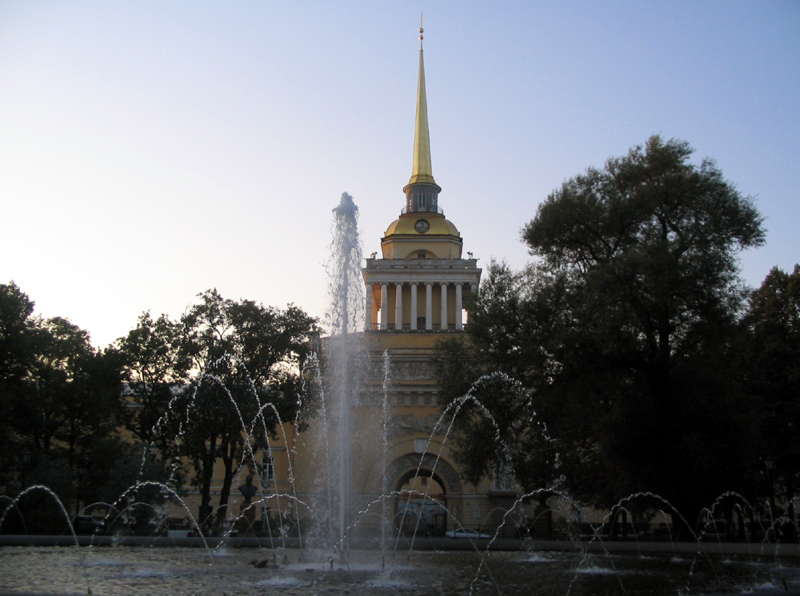
Главное адмиралтейство в Санкт-Петербурге

Военно-морской политехнический институт — федеральное государственное образовательное учреждение Военный институт (Военно-морской политехнический) ВУНЦ "Военный учебно-научный центр ВМФ «Военно-морская академия им Н. Г. Кузнецова»; институт образован 1 июля 2012 года после объединения Военно-морского инженерного института с Военно-морским институтом радиоэлектроники имени А. С. Попова. Корпуса института расположены в Петергофе и Пушкине.
Институт готовит инженерные кадры офицерского и старшинского состава для Военно-Морского Флота, Пограничной службы ФСБ РФ, Федеральной службы безопасности и управлений Министерства обороны России. Институт осуществляет также подготовку военных инженеров для Военно-морских сил дружественных стран на основе межгосударственных договоров.

## История
Институт является преемником старейшего военно-морского инженерного учебного заведения России — Училища корабельной архитектуры, которое было образовано 20 (31) августа 1798 года императором Павлом I в Санкт-Петербурге. За более чем 200-летнюю историю училище неоднократно меняло своё наименование и место дислокации (более 130 лет оно размещалось в Главном Адмиралтействе), а также профиль подготовки корабельных инженеров.
В советское время на базе Высшего военно-морского инженерного училища имени Ф. Э. Дзержинского (ВВМИУ имени Ф. Э. Дзержинского) были образованы другие учебные заведения ВМФ, в том числе: Училище связи ВМС РККА в марте 1933 года, которое в 1960 году было преобразовано в Высшее военно-морское училище радиоэлектроники имени А. С. Попова (ВВМУРЭ им. А. С. Попова) и 2-е Высшее военно-морское инженерное училище в апреле 1948 года, преобразованное в 1974 году в Высшее военно-морское инженерное училище имени В. И. Ленина (ВВМИУ имени В. И. Ленина).
29 августа 1998 года путём объединения ВВМИУ имени Ф. Э. Дзержинского и ВВМИУ имени В. И. Ленина был создан Военно-морской инженерный институт, который в 2009 году вошёл в состав единого Военного учебно-научного центра Военно-морского флота «Военно-морская академия» в качестве филиала. По итогам 2001/2002 учебного года Военно-морской инженерный институт был признан лучшим учебным заведением ВМФ по темпам развития учебно-материальной базы. В 2001 году — за организацию изобретательской и рационализаторской работы был награждён грамотой Министра обороны РФ, а по итогам 2002 года признан лучшим учебным заведением ВМФ по подготовке научных и научно-педагогических кадров, научному потенциалу.
1 июля 2012 года Военно-морской инженерный институт был объединён с Военно-морским институтом радиоэлектроники имени А. С. Попова и стал называться Федеральное государственное образовательное учреждение Военный институт (Военно-морской политехнический) ФГКВОУ ВПО «Военный учебно-научный центр ВМФ „Военно-морская академия им Н. Г. Кузнецова“». Этот день стал ежегодным праздником института — Днём его рождения.
Подразделения института размещены в двух основных военных городках: в Пушкине (бывшие здания ВВМИУ им. В. И. Ленина) и Петергофе (ранее — ВВМУРЭ им. А. С. Попова).
Институт имеет гимн и собственную эмблему.

## Начальники
- капитан 1 ранга запаса Евгений Иванович Якушенко (2012—2018) — доктор технических наук, профессор, академик РАН[9],
- капитан 1 ранга Шигапов Ильяс Ильгизович (2019—2020)[10],
- контр-адмирал Клименко Андрей Васильевич (2020 — н. в.)[11].

## Профессорско-преподавательский состав
Образовательный процесс института осуществляет квалифицированный профессорско-преподавательский состав: 79 докторов и 308 кандидатов наук, 101 профессоров, 149 доцентов, 57 академиков и членов-корреспондентов отраслевых Академий наук, 22 заслуженных деятелей науки и техники. Большинство военных преподавателей обладают большим опытом службы на кораблях и подводных лодках ВМФ.

## Факультеты
Обучение по программам высшего образования проходит на 6 факультетах по 14 военных специальностей в рамках 6 ФГОС:
- Ядерные энергетические установки
- Кораблестроительный
- Электроэнергетические установки
- Турбинные энергетические установки, применения и эксплуатации вооружения средств радиационной, химической и биологической защиты сил флота
- Радиотехнический
- Системы автоматизации управления

Обучение по программе среднего профессионального образования проходит по 12 военным специальностям в рамках 5 ФГОС
| 26.02.05 | Эксплуатация и ремонт общекорабельных систем подводных лодок                                 |
| 26.02.05 | Эксплуатация и ремонт паротурбинных установок кораблей с АЭУ                                 |
| 26.02.05 | Эксплуатация и ремонт водолазных и глубоководных средств                                     |
| 26.02.05 | Эксплуатация и ремонт дизельных энергетических установок                                     |
| 26.02.05 | Эксплуатация и ремонт турбинных установок надводных кораблей                                 |
| 14.02.02 | Эксплуатация и ремонт средств РХБ защиты                                                     |
| 26.02.06 | Эксплуатация и ремонт систем автоматизированного управления техническими средствами кораблей |
| 26.02.06 | Эксплуатация и ремонт корабельного электрооборудования                                       |
| 11.02.02 | Эксплуатация и ремонт корабельных радиолокационных систем и комплексов                       |
| 11.02.02 | Эксплуатация и ремонт гидроакустических средств кораблей                                     |
| 09.02.04 | Эксплуатация и ремонт боевых информационных управляющих систем                               |
| 09.02.04 | Эксплуатация и ремонт электронно-вычислительных машин                                        |